# 新馬爾伊夫卡 (沃茲涅先斯克區)
48°1′41″N 31°30′19″E / 48.02806°N 31.50528°E
新馬爾伊夫卡（羅馬化：Novomarivka）是烏克蘭南部尼古拉耶夫州沃茲涅先斯克區新馬爾伊夫卡市鎮的村莊及該市鎮之行政中心。該村面積2.065平方公里，海拔高度162米，人口700，人口密度每平方公里357.38人。